# Julia Pons
Júlia Pons Genescà   (nacida el 27 de julio de 1994 en Matadepera, Barcelona) es una jugadora de hockey sobre hierba española. 
Es medalla de bronce en el mundial de Londres 2018.

## Participaciones en Juegos Olímpicos
- Tokio 2020, puesto 7.